# Реваз Адамія
Реваз Адамія (груз. რევაზ ადამია; нар. 20 липня 1952, Тбілісі — 4 березня 2014) — грузинський біолог та дипломат. Надзвичайний і Повноважний Посол. Постійний представник Грузії при Організації Об'єднаних Націй (2002—2006). Доктор біологічних наук.

## Життєпис
Народився 20 липня 1952 року у Тбілісі. У 1974 році закінчив біологічний факультет Тбіліського державного університету.
У 1974—1979 рр. — молодший науковий співробітник Науково-виробничої асоціації «Бактеріофаг».
У 1979—1982 рр. — старший науковий співробітник.
У 1982—1988 рр. — завідувач сектору
У 1988—1992 рр. — завідувач лабораторії.
У 1992—1995 рр. — був депутатом парламенту Грузії 3-го скликання за партійним списком від виборчого блоку «Партія зелених Грузії».
У 1993—1995 рр. — був секретарем комісії з оборони і безпеки парламенту Грузії.
У 1995—1999 рр. — був депутатом четвертого скликання парламенту Грузії за партійним списком від виборчого блоку «Союз громадян Грузії».
У 1999—2004 рр. — був депутатом парламенту Грузії п'ятого скликання (мажоритарник Тбілісі Сабуртало), Виборчий блок: Союз громадян Грузії.
У 1995—2002 рр. — Голова Комітету з оборони і безпеки парламенту Грузії.
У 1999—2001 рр. — обирався віце-президентом Парламентської асамблеї Ради Європи.
У 1992—2001 рр. — був провідним членом грузинської державної делегації на переговорах про виведення російських військових баз з Грузії та активним учасником одного з найважливіших рішень, прийнятих на саміті ОБСЄ 1999 року в Стамбулі.
З 21 червня 2002 по 2006 рр. — Реваз Адамія був Постійним представником Грузії при Організації Об'єднаних Націй.

## Автор наукових праць
Автор близько 60 наукових праць. Отримав премію Джорджа Сороса.